# منتون، راتلند
منتون (به انگلیسی: Manton) یک روستا و محله مدنی در بریتانیا است که در راتلند واقع شده‌است. منتون ۳۶۴ نفر جمعیت دارد.